# Regadrella
Regadrella is een geslacht van sponsdieren uit de klasse van de Hexactinellida.

## Soorten
- Regadrella cylindrica Ijima, 1927
- Regadrella decora Schulze, 1900
- Regadrella delicata Wilson, 1904
- Regadrella heterotelliformis Tabachnick & Lévi, 2004
- Regadrella komeyamai Ijima, 1901
- Regadrella okinoseana Ijima, 1896
- Regadrella phoenix Schmidt, 1880
- Regadrella rhizophora Tabachnick & Lévi, 2004